# جواو سواريس
جواو سواريس (بالبرتغالية: João Soares‏) هو كاتب وسياسي برتغالي، ولد في 29 أغسطس 1949 بلشبونة في البرتغال. حزبياً، نشط في الحزب الاشتراكي (البرتغال). وقد في انتخابات البرلمان الأوروبي 1994، انتخب عضو في البرلمان الأوروبي عن دائرة البرتغال ‏ لترشحه ضمن قائمة الحزب الاشتراكي (البرتغال)، وقد انضم خلال فترته النيابية (19 يوليو 1994 – 15 أكتوبر 1995) للكتلة البرلمانية التحالف التقدمي للاشتراكيين والديمقراطيين وانتخب عضو مجلس الجمهورية ‏ وانتخب عمدة لشبونة ‏.